# Піддубна Ірина Володимирівна
Ірина Володимирівна Піддубна (нар. 4 листопада 1941) — радянський і російський медик, фахівець у галузі онкогематології, академік РАН, член-кореспондент РАМН, доктор медичних наук, професор, завідувач кафедри онкології Російської медичної академії безперервної професійної освіти.

## Біографія
Закінчила Московський медичний інститут імені І. М. Сєченова.
Пройшла ординатуру та аспірантуру з онкології в Інституті експериментальної і клінічної онкології АМН СРСР (нині ФДБУ «НМДЦ онкології імені М. М. Блохіна» Міністерства охорони здоров'я РФ).
З 1974 року — асистент, доцент, професор і з 1989 року завідувач кафедри онкології Центрального ордена Леніна інституту удосконалення лікарів (ЦОЛІУВ, після перейменування — РМАБПО МОЗ РФ).
28 квітня 2005 року обрана членом-кореспондентом Російської академії медичних наук, відділення клінічної медицини за спеціальністю «Онкогематологія».
28 жовтня 2016 — обрана академіком Російської академії наук, Відділення медичних наук (онкогематологія).

## Наукова діяльність
Професійна діяльність Ірини Піддубної спрямована на вивчення злоякісних лімфом.
Піддубна І. В. є автором понад 500 публікацій у російській та закордонній літературі, 8 монографій.
Під її керівництвом захищено 36 кандидатських і 8 докторських дисертацій.
З 1999 року — головний редактор журналу «Сучасна онкологія», член редколегії журналів «Саркоми», «Російський онкологічний журнал». З 2012 року за рішенням ASCO є головним редактором російської версії Journal of Clinical Oncology.
З 2003 року — організатор і голова щорічної Російської конференції з міжнародною участю «Злоякісні лімфоми».
І. В. Піддубна — член провідних наукових онкологічних і гематологічних товариств (ESMO — Європейське товариство онкологів, ASCO — Американське товариство клінічних онкологів, IELSG — Міжнародна група з вивчення екстранодальних лімфом та інших).
З 2010 року — голова Російського товариства онкогематології.
Член спеціалізованої вченої ради по захисту докторських дисертацій НМДЦ онкології ім. М. М. Блохіна Міністерства охорони здоров'я РФ за фахом «Онкологія».

## Нагороди
- Заслужений діяч освіти РФ (2002).